# 1349 Bechuana
1349 Bechuana è un asteroide della fascia principale. Scoperto nel 1934, presenta un'orbita caratterizzata da un semiasse maggiore pari a 3,0125957 UA e da un'eccentricità di 0,1583837, inclinata di 10,05555° rispetto all'eclittica.
Il nome fa riferimento al territorio africano del Bechuanaland, corrispondente all'odierno stato del Botswana.